# E71
La ruta europea E71 és una carretera que forma part de la Xarxa de carreteres europees. Connecta les ciutats de Košice a Eslovàquia amb Split a Croàcia. Té una longitud de 1016 km i una orientació de nord a sud. Passa per Eslovàquia, Hongria, Croàcia, Bòsnia-Hercegovina i Croàcia.